# Kantonale Volksabstimmung «Vereinbarung über die Harmonisierung der obligatorischen Schule»
Die Kantonale Volksabstimmung «Beitritt zur Interkantonalen Vereinbarung über die Harmonisierung der obligatorischen Schule (HarmoS-Konkordat)»  (auch kurz: «Vereinbarung über die Harmonisierung der obligatorischen Schule» oder «HarmoS-Konkordat») war eine Volksabstimmung im Schweizer Kanton Luzern, die am 28. September 2008 stattfand. Inhalt der Abstimmung war der Beitritt des Kantons zum HarmoS-Konkordat.

## Hintergründe und Inhalt
Bereits seit 1970 existierte in der Schweiz ein Kondordat, welches wesentliche Eckpunkte des Schulwesen wie das Eintrittsalter und die Ausbildungsdauer regelte. Anfang des 21. Jahrhunderts kamen Bestrebungen auf, dieses bestehende Konkordat durch ein neues abzulösen. Das neue Konkordat mit dem Namen HarmoS änderte einige bestehenden Regelungen zur Primarschule und fügte ebenso einige neue Punkte hinzu. Die Entscheidung eines Beitritts zum Konkordat lag bei den einzelnen Kantonsparlamenten, wobei es der Bevölkerung offenstand das Referendum zu ergreifen. Im Kanton Luzern sprach der Grosse Rat für einen Beitritt, worauf es zu einem Referendum und somit zur Volksabstimmung kam.

## Abstimmungsergebnis
Beim Abstimmungsergebnis kam es zu überdurchschnittlich starken Unterschieden zwischen den Luzerner Ämtern. So erreichte die Vorlage im Amt Entlebuch mit rund 19 % eine deutliche Absage, während sie im Amt Luzern mit einem Anteil von 49 % Ja-Stimmen beinahe angenommen wurde. Im kantonalen Durchschnitt ergab sich bei einer Stimmbeteiligung von 44 % ein Ja-Stimmer Anteil von 39 %. Somit wurde die vom Grossen Rat erarbeitete Vorlage von der Bevölkerung abgelehnt und der Kanton schloss sich nicht dem HarmoS-Konkordat an.
| Amt       | Stimmbeteiligung | Ja (Anzahl) | Nein (Anzahl) | Ja (Prozent) | Nein (Prozent) |
| --------- | ---------------- | ----------- | ------------- | ------------ | -------------- |
| Entlebuch | 56,37 %          | 1'365       | 6'003         | 18,53 %      | 81,47 %        |
| Hochdorf  | 43,81 %          | 6'337       | 11'574        | 35,38 %      | 64,62 %        |
| Luzern    | 40,47 %          | 22'205      | 22'936        | 49,19 %      | 50,81 %        |
| Sursee    | 48,76 %          | 7'260       | 15'104        | 32,46 %      | 67,54 %        |
| Willisau  | 44,54 %          | 4'232       | 10'265        | 29,19 %      | 70,81 %        |
| Total (5) | 43,99 %          | 41'399      | 65'882        | 38,59 %      | 61,41 %        |